# Polystachya xerophila
Polystachya xerophila är en orkidéart som beskrevs av Friedrich Fritz Wilhelm Ludwig Kraenzlin. Polystachya xerophila ingår i släktet Polystachya och familjen orkidéer. Inga underarter finns listade i Catalogue of Life.